# 古神戸湖

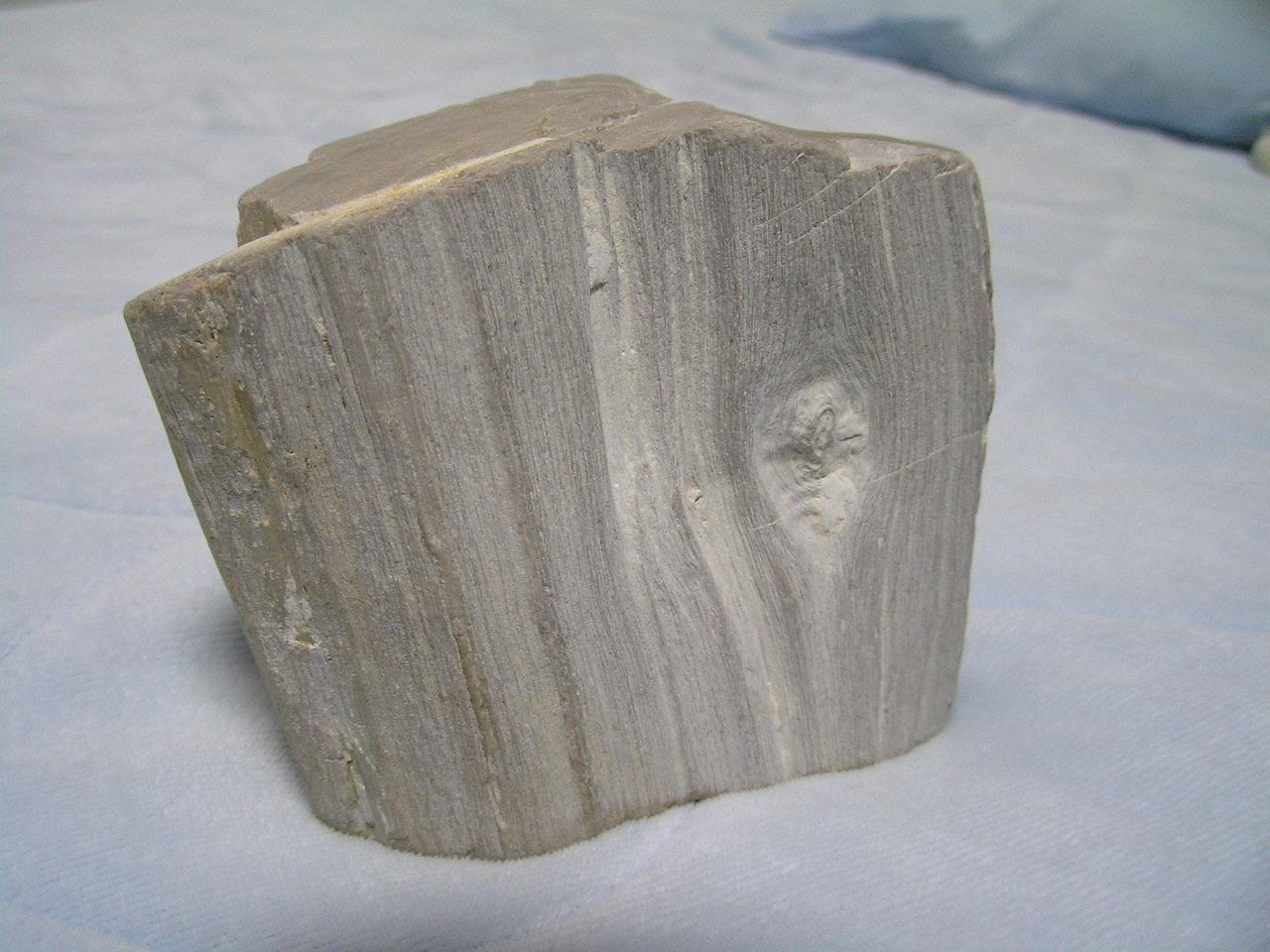
古神戸湖により形成された神戸層群にて発見された珪化木

古神戸湖（ここうべこ）は、古第三紀漸新世に存在した湖。この湖に堆積した地層が神戸層群である。
約3500万年前ごろに、現在の兵庫県神戸市西部（須磨区、垂水区）、北部（北区）あたりから三田市、三木市、南は淡路島北部付近にまで広がっていたと推測されている。丹生山系は神戸層群が形成されたのちに隆起してできた山である。
神戸層群一帯では多くの植物化石や、貝化石が発掘されている。

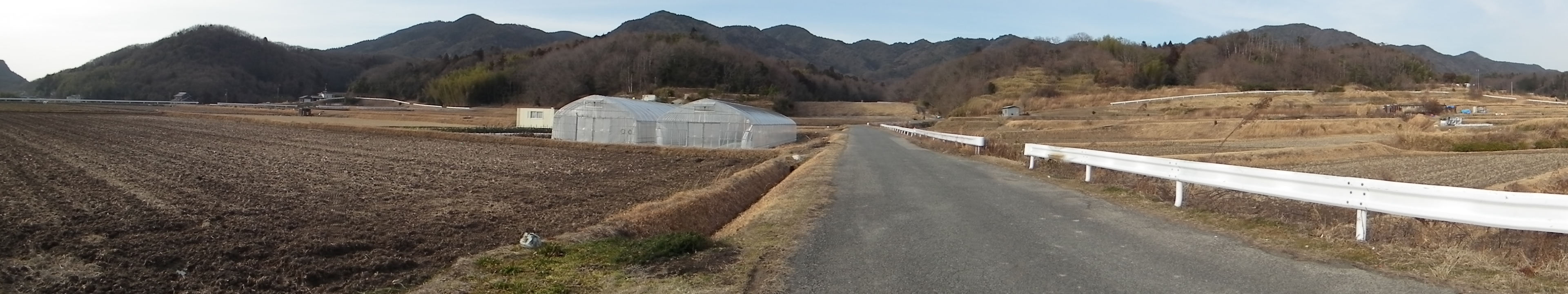
神戸層群ができた後隆起してできた丹生・帝釈山系の山々（左より丹生山、帝釈山、稚児ヶ墓山、花折山）神戸市北区山田町東下より